# NGC 7606
NGC 7606 is een spiraalvormig sterrenstelsel in het sterrenbeeld Waterman. Het hemelobject werd op 28 september 1785 ontdekt door de Duits-Britse astronoom William Herschel.

## Synoniemen
- MCG -2-59-12
- IRAS 23164-0845
- PGC 71047